# Joseph Paré
Joseph Paré (* 30. Dezember 1943 in Lamothe-Montravel) ist ein ehemaliger französischer Radrennfahrer.

## Sportliche Laufbahn
Paré (auch Pare) war im Bahnradsport und im Straßenradsport aktiv. Er war Teilnehmer der Olympischen Sommerspiele 1964 in Tokio. Die französische Mannschaft mit Robert Varga, Christian Cuch, Joseph Paré und Jacques Suire schied in der Qualifikation in der Mannschaftsverfolgung aus.
Bei den Mittelmeerspielen 1963 holte er in der Mannschaftsverfolgung er die Silbermedaille.
Im Straßenradsport gewann er 1967 das Etappenrennen Circuit des Mines.